# Nedra Volz
Nedra Volz, née le 18 juin 1908 à Montrose (Iowa) aux États-Unis, est une actrice américaine. Elle meurt le 20 janvier 2003 à Mesa (Arizona) aux États-Unis, de la maladie d'Alzheimer,.

## Filmographie
La filmographie de Nedra Volz, comprend les films suivants  :
- 1973 : Your Three Minutes Are Up
- 1975 : They Only Come Out at Night (série télévisée)
- 1975 : Good Times (en) (série télévisée)
- 1976 : Rhoda (en) (série télévisée)
- 1976-1977 : Mary Hartman, Mary Hartman (en) (série télévisée) : Barbie / Mrs. DeFarge
- 1976-1982 : Au fil des jours (série télévisée) : Mrs. Peabody / Emily
- 1977 : The Tony Randall Show (en) (série télévisée) : Mildred Piersen
- 1977 : Fernwood 2 Night (série télévisée) : Barbara Forman
- 1977 : A Year at the Top (en) (série télévisée) : Grandma Belle Durbin
- 1977 : Mule Feathers : Clamity Jane
- 1978 : Apple Pie (en) (série télévisée) : Mrs. Cassidy
- 1978 : All in the Family (série télévisée) : Tante Iola
- 1978 : WKRP in Cincinnati (série télévisée) : Mrs. Burstyn
- 1978 : Carter Country (en) (série télévisée) : Mrs. Forsythe
- 1978 : Alice (série télévisée) : Esther
- 1978 : Maude (série télévisée) : Pinky Nolan
- 1978-1980 : Huit, ça suffit ! (série télévisée) : Mrs. Yaterman
- 1979 : Hanging In (en) (série télévisée) : Pinky Nolan
- 1979 : Angie (en) (série télévisée)
- 1979 : Mr. Dugan (en) (série télévisée) : Pinky Nolan
- 1979 : Elle : Mrs. Kissell
- 1979 : The Baxters (en) (série télévisée) : Helen Lawson
- 1980 : Condominium (en) (série télévisée) : Mrs. Conlaw
- 1980 : The Stockard Channing Show (en) (série télévisée) : Mère Clyde
- 1980 : Quincy (série télévisée) : Gladys
- 1980 : La Puce et le Grincheux (Little Miss Marker) : Mrs. Clancy
- 1980 : Alice (série télévisée) : Gambler
- 1980-1984 : Shérif, fais-moi peur (série télévisée) : Miz Tisdale
- 1980 : Gridlock (en) (téléfilm) : Mrs. Felcher
- 1980-1984 : Arnold et Willy (série télévisée) : Adelaide Brubaker
- 1981 : Pals (court métrage) : Emily Baines
- 1981 : Pour l'amour du risque (série télévisée) : Mrs. Bittersweet
- 1982 : Movie Madness
- 1982-1983 : Filthy Rich (en) : Winona 'Mother B' Beck
- 1983 : Insight (série télévisée) : Mrs. Minerva
- 1984 : Last of the Great Survivors : Gladys
- 1984 : For Love or Money (en) : Hypatia
- 1984-1986 : Allô Nelly bobo (série télévisée) : serveuse
- 1984 : La croisière s'amuse (série télévisée) : la partenaire de danse
- 1985 : Lust in the Dust : Big Ed
- 1985 : Les zéros de conduite (en) : Mrs. Loretta Houk
- 1986 : Les deux font la paire (série télévisée) : Glynis Mendelson
- 1986 : L'Agence tous risques (série télévisée) : Babbette
- 1985-1986 : L'Homme qui tombe à pic (série télévisée) : Pearl Sperling
- 1986 : Madame est servie (série télévisée) : Ethel
- 1986 : Tribunal de nuit (série télévisée)
- 1987-1988 : Alf (série télévisée) : la femme au chat
- 1988 : Sam suffit (série télévisée) (en) : Dora
- 1988 : Mortuary Academy (en) : Helen
- 1988 : It's a Living (en) (série télévisée) : Mrs. Thompson
- 1988 : Objectif Terrienne (Earth Girls Are Easy) : Lana
- 1988 : Mathnet (en) (série télévisée) : Myrna Breckenspan
- 1988 : Square One Television (série télévisée) : Myrna Breckenspan
- 1988 : Mr. Belvedere (série télévisée) : la vieille femme
- 1988 : Femmes d'affaires et Dames de cœur (série télévisée)
- 1989 : Webster (série télévisée) (en) : Ida
- 1989 : TV 101 (série télévisée) : Mère Steadman
- 1989 : Super Mario Bros. (série télévisée) : Mrs. Periwinkle / Angelica (voix)
- 1990 : Dear John (série télévisée) (en) : Dotty
- 1989-1991 : Jamais deux sans trois (série télévisée) : Florence Newman
- 1992 : L'As de la crime (série télévisée) : Mrs. Zimmerman
- 1993 : Betrayal of the Dove (en)
- 1993 : Coach (série télévisée) : Gertrude
- 1993-1994 : Notre belle famille (série télévisée) : Mrs. Slezak / Shirley
- 1994 : Dickwad (court-métrage)
- 1994 : Le Silence des jambons (Il silenzio dei prosciutti) : la femme du ranger
- 1996 : La Couleur de l'arnaque (The Great White Hype) : la vieille femme

## Source de la traduction
- (en) Cet article est partiellement ou en totalité issu de l’article de Wikipédia en anglais intitulé « Nedra Volz » (voir la liste des auteurs).